# Изазов (ТВ серија)
Изазов је  српска серија из 2024. године.

Пилот новогодишње издање је премијерно приказано 31. 12. 2024 године.
Током 2025. године ће се премијерно емитовати на каналу Суперстар ТВ. 

## Радња
Сара, бивши модел, сада стилисткиња из Њујорка, и Ана, архитектица склона спиритуалном из Лос Анђелеса, враћају се у Београд на позив свог пријатеља из детињства, Марка. Док он преиспитује своје животне изборе, њих две поново откривају град који их изненађује спојем старог шарма и нових контраста.
Кроз непредвидиве сусрете, изненадне музичке наступе и незаборавне ноћи, њихова посета се претвара у авантуру пуну носталгије и нових могућности. Марко, који никада није преболео своју љубав према Ани, покушава да их задржи у Београду тако што им оснива агенцију из њихових дечијих снова - Бал Кан Консалтинг.
Неочекивани обрти, љубавни неспоразуми и духовити заплети кулминирају на спектакуларној новогодишњој журци. Кад их након славља избаце из стана, Марко их смешта код своје баке, откривајући им план за будућност.
Да ли ће Сара и Ана остати у Београду или се вратити својим животима у иностранству?

## Улоге
| Глумац              | Улога                |
| ------------------- | -------------------- |
| Маја Манџука        | Сара                 |
| Марија Каран        | Ана                  |
| Немања Оливерић     | Марко                |
| Тара Јевросимовић   | Нина                 |
| Ангелина Мишел      | Викторија            |
| Тамара Радовановић  | менаџерка ресторана  |
| Магдалена Мијатовић | Јелисавета           |
| Марко Гверо         | човек који неће паре |
| Зоран Цвијановић    | Цветко               |
| Дубравка Мијатовић  | Флора Ракинић        |
| Никола Вујовић      | Звонко               |
| Небојша Илић        | Тоза                 |
| Урош Јаковљевић     | ДЈ Трансмен          |
| Данијел Сич         | Обрад Басарић        |